# Selective Notes
Selective Notes är ett svenskt management- och skivbolag som drivs av Anders Fridén och Daniel Tivemark. Bolaget huserar artister som Khoma, Britta Persson och Christoffer Roth.
Den första skivan att ges ut på bolaget var Khomas In It for Fighting (2010).